# Dél-Dakota zászlaja
A nap az állam korábbi becenevére utal (the Sunshine State, vagyis a „Napsugár-állam”). Új beceneve, a „the Mount Rushmore State”, azaz a „Rushmore-hegy állama” 1992 óta szerepel a zászlón.
A pecsét jellegzetes tájat mutat; a szántóvető alakja a mezőgazdaság szimbóluma, a gőzhajó a szállításé, az olvasztó-kemence a bányászaté, a szarvasmarha a tejtermékeké, a fák pedig a fakitermelésé.